# Бела-Бела (местный муниципалитет)
Бела-Бела (африк. Bela-Bela) — местный муниципалитет в районе Ватерберг провинции Лимпопо (ЮАР). Административный центр — Бела-Бела. «Бела» в переводе с сесото означает «кипятить», имея в виду горячие источники, найденные в этом районе.

## Демография
Согласно переписи 2011 года, в муниципалитете проживает 66500 жителей, из них 84,81% составляют банту общины и 12,87% - белые общины страны. Доминирующим родным языком является сепеди (38,42%), за которым следуют сетсвана (16,73%) и африкаанс (13,52%).

## Список мэров
- Юнис Лоргат (умер в 2009 г.), мэр с 2001 по 2006 гг.
- Хендриетта Ледваба, мэр с 2006 по 2011 гг.
- Селло Фредди Хлунгвейн, мэр с 2011 по 2014 год
- Лукас Нхлапо, мэр с июля 2014 г. по август 2016 г.
- Иеремия Нгобени, с августа 2016 г.